# Evil Angel (film, 2009)

Evil Angel est un film d'horreur américain réalisé par Richard Dutcher en 2009

## Synopsis
Marcus est ambulancier. Une nuit il emmène une patiente à l'hôpital qui se meurt après avoir reçu cinq coups de couteau. Malgré les efforts pour la ranimer, elle décède. Marcus devient alors fou de rage se rendant compte qu'il est devenu subitement émotionnellement attaché à cette femme. À l'instant précis où la patiente est déclarée décédée, Caroline, une autre patiente, sans connaissance sur son lit d'hôpital se réveille en bonne santé et s'échappe de l'hôpital non sans avoir tué deux personnes qui lui faisaient obstacle. 
Marcus rentre chez lui et trouve sa femme Carla au lit avec un autre homme. Il s'ensuit une grave crise conjugale ainsi qu'une montée de tendance suicidaire chez Carla. Le lendemain Marcus est convoqué en conseil de discipline, il est accusé d'une grave erreur médicale sur une patiente emmené en urgence, Elizabeth, une prostituée. Il est suspendu de son travail en attendant le résultat de l'enquête qui est confiée au détective privé Carruthers
Caroline tue le fils de Carruthers, puis commet un véritable massacre dans un bordel. Josie, l'une des filles parviendra difficilement à tuer Caroline.
Carla après avoir vu de sa fenêtre Marcus embrasser sa collègue Jenny, se suicide en faisant tomber son téléviseur dans sa baignoire. On parvient à la ranimer. 
Sortie de l'hôpital, Marcus comprend qu'un esprit étranger a pris possession de sa femme et après avoir consulté un occultiste, il décide de la tuer.
Carla tue Josie, puis Carruthers, puis prend Jenny en otage. Marcus parviendra à tuer Carla, mais celle-ci auparavant aura noyé Jenny dans la piscine.
Quand on parvient à ranimer Jenny, Marcus se rend compte qu'elle n'est plus elle-même, ils se séparent et s'en vont chacun de leur côté.

## Fiche technique
- Réalisateur :  Richard Dutcher
- Producteur : Richard Dutcher
- Scénario : Richard Dutcher
- Musique : John Frizzell
- Photographie : Bill Butler
- Durée : 123 minutes

## Distribution
- Ving Rhames : le détective Carruthers
- Ava Gaudet: Carla la femme de Marcus
- Kristopher Shepard : Marcus
- Richard Dutcher : Martineau, ancien ambulancier, passionné de sciences occultes
- Marie Westbrook : Jenny, la collègue de Marcus
- Jontille Gerard : Josie, une prostituée
- JJ Neward: Caroline, la tueuse qui s'échappe de l'hôpital
- Rachel Emmers  : Emma, la première victime

## Autour du film
- Le film s'inspire du mythe de Lilith
- Le film que regarde Carla avant de se suicider dans sa baignoire est le Nosferatu de Friedrich Wilhelm Murnau (1922).